# Rozsdáshomlokú papagáj
A rozsdáshomlokú papagáj (Bolborhynchus ferrugineifrons), korábban piroshomlokú ajmarapapagáj, a madarak osztályának papagájalakúak (Psittaciformes) rendjébe és a papagájfélék (Psittacidae) családjába tartozó faj.

## Rendszerezése
A fajt George Newbold Lawrence amerikai üzletember és amatőr ornitológus írta le 1880-ban, a Brotogerys nembe Brotogerys ferrugineifrons néven. Egyes szervezetek még a jákópapagáj-formák (Psittacinae) alcsaládjába sorolják.

## Előfordulása
Az Andokban, Kolumbia területén honos. Természetes élőhelyei a szubtrópusi vagy trópusi hegyi esőerdők, magaslati cserjések és füves puszták, valamint szántóföldek. Állandó, nem vonuló faj.

## Megjelenése
Átlagos testhossza 19 centiméter. Homlokán kis vörös foltot visel.

## Természetvédelmi helyzete
Az elterjedési területe kicsi és a fakitermelés, a gazdálkodás és a tüzek miatt ez is csökken, egyedszáma 1300-2700 példány közötti és szintén csökken. A Természetvédelmi Világszövetség Vörös listáján sebezhető fajként szerepel.